# 布济诺夫卡农村居民点
布济诺夫卡农村居民点（俄语：Бузиновское сельское поселение）是俄罗斯联邦伏尔加格勒州卡拉奇区所属的一个农村居民点。其下辖有3个居民点，行政中心为布济诺夫卡。据2016年统计，该农村居民点的人口为987人。